# نعلبکی غزنوی یامالو-ننتس
نعلبکی غزنوی یامالو-ننتس، یک بشقاب کوچک (نعلبکی) منقوش از جنس نقره و متعلق به اوایل سده یازدهم میلادی است. شیء مذکور طبق توضیح سایت موزه ارمیتاژ در ناحیه یامالو-ننتس روسیه کشف و در سال ۱۹۵۳ به این موزه تحویل داده‌شد. منطقه خراسان بزرگ را با توجه به شیوه فلزکاری‌اش، منشأ ساخت این اثر دانسته‌اند.
این نعلبکی، نمونه‌ای از هنر اوایل دوره غزنویان است. دو خدمتکاری که در پیرامون پادشاه نشسته در مرکز نقش قرار دارند، کلاه دوشاخ، یعنی کلاه ویژه درباریان غزنوی بر سر گذاشته‌اند. پادشاه نقش‌شده نیز تاجی شبیه تاج‌های شاهان ساسانی بر سر دارد. چهره مغول‌مانند وی نشان می‌دهد که اصالتاً از ترکان آسیای مرکزی است. برپایه یک ارزیابی، صحنه نقش‌شده بر این نعلبکی، تاج‌گذاری محمود غزنوی را به‌عنوان پادشاه سرزمین‌های شرقی اسلامی نشان می‌دهد.
در سده‌های آغازین اسلامی، فرمانروایان مسلمان علاقه‌مند بودند که ظروف نقره ساسانی را جمع‌آوری کرده و از نقش‌هایشان تقلید کنند. بدین‌ترتیب الگوهای ساسانی، سرمشقی برای فلزکاری اولیه اسلامی، به‌ویژه در زمینه ظروف طلا و نقره محسوب می‌شدند.

## آثار مشابه

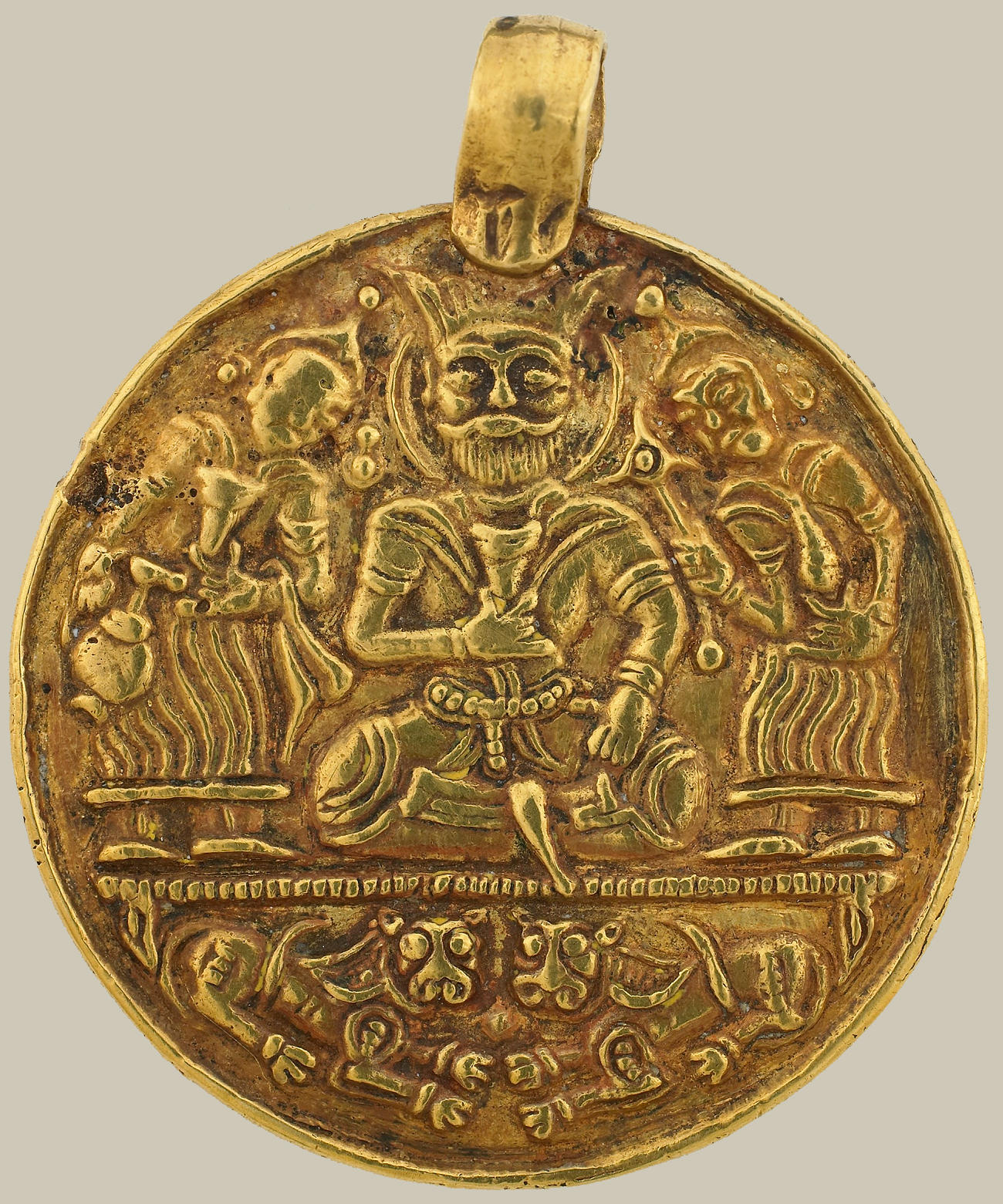
مدال زرین منسوب به عضدالدوله دیلمی